# Saison 2 de De celles qui osent
Chronologie
Saison 1 Saison 3
Cet article présente le guide des épisodes de la deuxième saison de la série télévisée américaine De celles qui osent (The Bold Type).

## Généralités

### Diffusion
- Aux États-Unis, le premier épisode a été diffusé en avant-première le 5 juin 2018 sur Hulu[1] puis la saison a été diffusée entre le 12 juin 2018 et le 7 août 2018.
- Au Canada, elle a été diffusée en simultanée sur ABC Spark.
- En France et en Belgique, elle a été diffusée entre le 13 juin 2018 et le 8 août 2018 sur le service Prime Video.
- Au Québec, elle est diffusée depuis le 16 octobre 2019 sur VRAK.
- Elle reste pour le moment inédite en Suisse.

### Audiences
- La saison a réuni une moyenne de 310 000 téléspectateur[2].
- La meilleure audience de la saison a été réalisée par le troisième épisode de la saison, La Lettre de Scarlet, avec 400 000 téléspectateurs[2].
- La pire audience de la saison a été réalisée par le deuxième épisode, Lunettes roses, avec 184 000 téléspectateurs[2].

## Distribution

### Acteurs principaux
- Katie Stevens (VF : Mélanie Dermont) : Jane Sloan
- Aisha Dee (VF : Ludivine Deworst) : Kat Edison
- Meghann Fahy (VF : Helena Coppejans) : Sutton Brady
- Sam Page : Richard Hunter
- Matt Ward (VF : Gregory Praet) : Alex Crawford
- Melora Hardin (VF : Fabienne Loriaux) : Jacqueline Carlyle
- Nikohl Boosheri : Adena El-Amin
- Stephen Conrad Moore : Oliver Grayson

### Acteurs récurrents
- Dan Jeannotte : Ryan « Pinstripe » Decker
- Luca James Lee : Dr Ben Chau
- Siobhan Murphy : Cleo Williams
- Adam Capriolo : Andrew
- Stephanie Costa : Sage

### Invités spéciaux
- Tess Holliday : elle-même (épisode 3)

## Épisodes

### Épisode 1:L'Armée des féministes
- États-Unis : 
  - 5 juin 2018 sur Hulu (avant-première)
  - 12 juin 2018 sur Freeform (diffusion régulière)
- Canada : 12 juin 2018 sur ABC Spark
- France /  Belgique : 13 juin 2018 sur Prime Video
- Québec : 16 octobre 2019 sur VRAK

- États-Unis : 302 000 téléspectateurs (première diffusion)[2]

### Épisode 2:Lunettes roses
- États-Unis /  Canada : 12 juin 2018 sur Freeform / ABC Spark
- France /  Belgique : 13 juin 2018 sur Prime Video
- Québec : 23 octobre 2019 sur VRAK

- États-Unis : 184 000 téléspectateurs (première diffusion)[2]

### Épisode 3:La Lettre de Scarlet
- États-Unis /  Canada : 19 juin 2018 sur Freeform / ABC Spark
- France /  Belgique : 20 juin 2018 sur Prime Video
- Québec : 30 octobre 2019 sur VRAK

- États-Unis : 400 000 téléspectateurs (première diffusion)[2]

- Tess Holliday : elle-même

### Épisode 4:OMG
- États-Unis /  Canada : 26 juin 2018 sur Freeform / ABC Spark
- France /  Belgique : 27 juin 2018 sur Prime Video
- Québec : 6 novembre 2019 sur VRAK

- États-Unis : 334 000 téléspectateurs (première diffusion)[2]

### Épisode 5:La Marche de la fierté
- États-Unis /  Canada : 3 juillet 2018 sur Freeform / ABC Spark
- France /  Belgique : 4 juillet 2018 sur Prime Video
- Québec : 13 novembre 2019 sur VRAK

- États-Unis : 360 000 téléspectateurs (première diffusion)[2]

### Épisode 6:L'Effet domino
- États-Unis /  Canada : 10 juillet 2018 sur Freeform / ABC Spark
- France /  Belgique : 11 juillet 2018 sur Prime Video
- Québec : 20 novembre 2019 sur VRAK

- États-Unis : 336 000 téléspectateurs (première diffusion)[2]

### Épisode 7:Betsy
- États-Unis /  Canada : 17 juillet 2018 sur Freeform / ABC Spark
- France /  Belgique : 18 juillet 2018 sur Prime Video
- Québec : 27 novembre 2019 sur VRAK

- États-Unis : 265 000 téléspectateurs (première diffusion)[2]

### Épisode 8:Plan B
- États-Unis /  Canada : 24 juillet 2018 sur Freeform / ABC Spark
- France /  Belgique : 25 juillet 2018 sur Prime Video
- Québec : 4 décembre 2019 sur VRAK

- États-Unis : 328 000 téléspectateurs (première diffusion)[2]

### Épisode 9:Road Trip
- États-Unis /  Canada : 31 juillet 2018 sur Freeform / ABC Spark
- France /  Belgique : 1er août 2018 sur Prime Video
- Québec : 11 décembre 2019 sur VRAK

- États-Unis : 285 000 téléspectateurs (première diffusion)[2]

### Épisode 10:Nous aurons toujours Paris
- États-Unis /  Canada : 7 août 2018 sur Freeform / ABC Spark
- France /  Belgique : 8 août 2018 sur Prime Video
- Québec : 18 décembre 2019 sur VRAK

- États-Unis : 305 000 téléspectateurs (première diffusion)[2]